# Monika Müller (Künstlerin, 1969)
Monika Müller (* 26. April 1969 in Hergiswil bei Willisau) ist eine Schweizer bildende Künstlerin. Ihr Werk umfasst Fotografie, Acrylmalerei, Wandmalerei, Zeichnungen, Installationen und Kunst am Bau.

## Leben und Werk
Monika Müller wuchs mit acht älteren Geschwistern auf einem Bauernhof in Hergiswil bei Willisau auf. Sie liess sich zur Kindergärtnerin ausbilden und arbeitete anschliessend als solche in Geuensee.
Müller belegte von 1993 bis 1996 in Salt Lake City an der University Utah die Studiengänge Kunst und Architektur. In Luzern studierte sie von 1997 bis 2000 an der Hochschule für Gestaltung und Kunst,  Abteilung Bildende Kunst. Seit 2000 ist sie freischaffende Künstlerin.
Von 2000 bis 2005 war Müller als Assistentin für Bildnerisches Gestalten bei Peter Jenny an der Architekturabteilung der ETH Zürich tätig. 2005 konnte sie das Atelier der Visarte Zentralschweiz.Cité Internationale des Arts Paris nutzen.  
Von 2007 bis 2015 war sie Jurymitglied der Kunst- und Kulturkommission der Stadt Luzern und von 2008 bis 2016 Vorstandsmitglied der Kunstgesellschaft Luzern.  
Als Mitbegründerin der «Alpineum Produzentengalerie» erhielt Müller 2011 den Anerkennungspreis der Stadt Luzern. Seit 2012 unterrichtet sie Zeichnen, Fachrichtung Architektur ZFA, am Berufsbildungszentrum Bau und Gewerbe in Luzern.  
Monika Müller stellt ihre Werke regelmässig in Gruppen- und Einzelausstellungen aus.